# Òdena
Òdena est une commune de la province de Barcelone, en Catalogne, en Espagne, de la comarque d'Anoia

## Histoire
- La villa romaine de L'Espelt